# ایلینوی بند (تگزاس)
ایلینوی بند (به انگلیسی: Illinois Bend) یک منطقهٔ مسکونی در ایالات متحده آمریکا است که در شهرستان مونتاگ، تگزاس واقع شده‌است. ایلینوی بند ۲۴۲٫۹۳ متر بالاتر از سطح دریا واقع شده‌است.